# Drossopigí (Attique)
Drossopigí (grec moderne : Δροσοπηγή) est une localité située dans le dème d'Oropós, dans le district régional d'Attique-de-l'Est, dans la périphérie d'Attique, en Grèce.
Selon le recensement de 2021, elle compte 164 habitants.